# 枝蕨綱
枝蕨綱是植物的一個類群，目前已絕種，被認為是蕨類與木賊的祖先。
枝蕨綱的植物有一個主幹，主幹上頭接有數條橫枝。此類植物的化石出現於泥盆紀和石炭紀期間，大多數都只有莖部。
枝蕨綱的分類學還不是很清楚，只知主要的分類包含兩個目－「枝蕨目」和「叉葉蕨目」。
泥盆紀中期時枝蕨綱的「瓦蒂薩」完整不缺的化石於2007年被確定，化石外形顯示其曾為一顆樹。